# To the Extreme
To the Extreme — дебютный студийный альбом американского рэпера Ваниллы Айс. Выход альбома состоялся 3 сентября 1990 года. To the Extreme провёл 16 недель на первом месте чарта Billboard 200, хотя отзывы о нём были неоднозначные. Альбом продался в количестве 15 миллионов копий по всему миру.

## Предыстория
В 1989 году Ванилла Айс выпустил раннюю версию To the Extreme под названием Hooked на Ichiban Records. Кавер-версия песни «Play That Funky Music» группы Wild Cherry была выпущена в качестве первого сингла альбома, а «Ice Ice Baby» появилась в качестве би-сайда. 12-дюймовый сингл содержал радио-, инструментальную и а капелла-версии песни «Play That Funky Music» и радио-версию, а также «Miami Drop» ремикс на песню «Ice Ice Baby». Когда диджей сыграл «Ice Ice Baby» вместо сингла стороне А, песня имела больший успех, чем «Play That Funky Music». Клип на песню «Ice Ice Baby» был снят за 8 тысяч долларов. Видео было профинансировано менеджером Ваниллы Айса Томми Куоном и снято на крыше склада в Далласе (штат Техас).
В 1990 году Ванилла Айс подписал контракт с лейблом SBK Records, который переиздал альбом Hooked под названием To the Extreme. Переиздание содержало новые аранжировки и музыку. Песня «Ice Ice Baby» стала ведущим синглом, выпущенным в 1990 году на лейблах SBK Records в Соединённых Штатах и EMI Records в Соединённом Королевстве. Сингл от SBK содержал ремикс «Miami Drop», инструментальную и радио-версию «Ice Ice Baby» и альбомную версию «It’s A Party». Сингл EMI содержал радио-версию и club-версию песни, а также версию radio edit.

## Музыка
Ванилла Айс написал «Ice Ice Baby», когда ему было 16 лет. Тексты песен описывают драйв-бай и рифмовки рэпера. Припев «Ice Ice Baby» происходит от фирменного песнопения национального афроамериканского братства Alpha Phi Alpha. Басовая линия — основной хук песни - была взята из «Under Pressure» группы Queen и Дэвида Боуи. Queen и Дэвид Боуи не получали дохода от сэмпла, так как они не были указаны в качестве авторов. В интервью 1990 года Ванилла Айс пошутил, сказав, что две мелодии немного отличаются, потому что он добавил дополнительную ноту. Позже рэпер заплатил группе Queen и Дэвиду Боуи, которых с тех пор называют авторами песни из-за взятого сэмпла.
Стилистические истоки «Rosta Man» основаны на тостинге в стиле регги.

## Коммерческий успех
To the Extreme достиг 1-е место в Billboard 200 и разошёлся тиражом более 6 миллионов копий всего за 14 недель. Альбом продержался 16 недель на вершине чартов. В Соединённых Штатахбыло продано 7 миллионов копий. К марту 1991 года тираж альбома приближался к 8 миллионам экземпляров. To the Extreme был самым продаваемым хип-хоп альбомом. Песня «Ice Ice Baby» получила признание за то, что помогла разнообразить хип-хоп, представив его широкой общественности.
В Канаде альбом занял первое место и был сертифицирован 6-кратно платиновый. Также в июне 1992 года To the Extreme победил в номинации «Самый продаваемый альбом».

## Отзывы критиков
| Оценки критиков               | Оценки критиков |
| Источник                      | Оценка          |
| ----------------------------- | --------------- |
| AllMusic                      | [ 15 ]          |
| Роберт Кристгау               | (C−)            |
| Entertainment Weekly          | (B)             |
| The Rolling Stone Album Guide | [ 35 ]          |
| Select                        | [ 36 ]          |
| Smash Hits                    | (8/10)          |

Обозреватель Entertainment Weekly Дом Ломбардо поставил альбому оценку B, назвав To the Extreme «настолько последовательным в своих заимствованиях, что он мог бы быть пародией, если бы не полное отсутствие остроумия». Однако, Дом также приходит к выводу, что «если соотношение победителей и неудачникам примерно два к одному, то это не худший послужной список для дебютного альбома». Роберт Кристгау поставил альбому оценку C-, написав, что «учтивый сексизм Ваниллы Айс, скорее модный мужской расизм, чем опасно непристойный, не хуже, чем его учтивые ритмы». В обзоре Select говорится, что To the Extreme «содержит практически все музыкальные и лирические коды рэпа, но всё равно ничего не даёт» и что «детям и новичкам он может нравиться, но взрослые не найдут в Ванилле Айс абсолютно ничего впечатляющего».
Обозреватель AllMusic Стив Хьюи написал следующее: «Техника подачи Ваниллы Айса на самом деле сильнее и проворнее, чем у MC Hammer, и он действительно искренне пытается продемонстрировать навыки, которыми обладает. К сожалению, даже если он может поддерживать темп на среднем уровне, его поток ритмически жёсткий, а его голос имеет странный тембр; к тому же он никогда не кажется уверенным в правильном акценте. Он способен отчасти преодолеть эти недостатки в отдельные моменты, но они становятся слишком очевидными на протяжении всего альбома».
После того как слушатели перестали воспринимать Ваниллу Айса как нечто новое в музыкальном плане, его популярность начала снижаться. Позже он снова добился некоторого успеха, привлекая новую аудиторию, помимо основной.

## Список композиций
Первая версия была выпущена в 1989 году независимым звукозаписывающим лейблом Ichiban Records под названием Hooked. Ванилла Айс после подписал контракт с лейблом SBK Records, который переиздал альбом под его нынешним названием, To the Extreme, с другой последовательностью треков. To The Extreme содержит все треки с альбома Hooked, кроме «Satisfaction», и шесть дополнительных треков: «Yo Vanilla», «Stop That Train», «Ice Is Workin’ It», «Life Is A Fantasy», «Juice To Get Loose Boy» и «Havin’ A Roni».
| №                   | Название                | Продюсер(ы)         | Длительность |
| ------------------- | ----------------------- | ------------------- | ------------ |
| 1.                  | «Ice Ice Baby»          | Ванилла Айс         | 4:31         |
| 2.                  | «Play That Funky Music» | Ванилла Айс         | 4:22         |
| 3.                  | «Hooked»                | Кейри               | 4:52         |
| 4.                  | «Satisfaction»          | Кейри               | 3:46         |
| 5.                  | «I Love You»            | Ким Шарп            | 5:06         |
| 6.                  | «Dancin’»               | Ёзкуэйк Кейри       | 5:03         |
| 7.                  | «Go Ill»                | Дэвид ДиБерри       | 5:00         |
| 8.                  | «It’s a Party»          | Кейри               | 4:39         |
| 9.                  | «Ice Cold»              | Дэрилл Уильямс      | 4:05         |
| 10.                 | «Rosta Man»             | Дэрилл Уильямс      | 4:36         |
| Общая длительность: | Общая длительность:     | Общая длительность: | 47:38        |

| №                   | Название                 | Продюсер(ы)         | Длительность |
| ------------------- | ------------------------ | ------------------- | ------------ |
| 1.                  | «Ice Ice Baby»           | Ванилла Айс         | 4:31         |
| 2.                  | «Yo Vanilla»             | Ванилла Айс         | 0:04         |
| 3.                  | «Stop That Train»        | Ванилла Айс         | 4:29         |
| 4.                  | «Hooked»                 | Кейри               | 4:52         |
| 5.                  | «Ice Is Workin' It»      | Ванилла Айс         | 4:36         |
| 6.                  | «Life Is a Fantasy»      | Ёзкуэйк             | 4:47         |
| 7.                  | «Play That Funky Music»  | Ванилла Айс         | 4:22         |
| 8.                  | «Dancin'»                | Ёзкуэйк Кейри       | 5:00         |
| 9.                  | «Go Ill»                 | Дэвид ДиБерри       | 4:58         |
| 10.                 | «It’s a Party»           | Кейри               | 4:39         |
| 11.                 | «Juice to Get Loose Boy» | Ванилла Айс         | 0:08         |
| 12.                 | «Ice Cold»               | Дэрилл Уильямс      | 4:05         |
| 13.                 | «Rosta Man»              | Дэрилл Уильямс      | 4:36         |
| 14.                 | «I Love You»             | Ким Шарп            | 5:06         |
| 15.                 | «Havin’ a Roni»          | Ванилла Айс         | 1:09         |
| Общая длительность: | Общая длительность:      | Общая длительность: | 57:22        |

## Участники записи
Персонал, принимавший участие в производстве To the Extreme:
- Ванилла Айс — вокал, автор песен, продюсер

### Дополнительные музыканты
- Пол Лумис — клавишные, продюсер, звукорежиссёр
- Крейг Прайд — вокал

### Технический персонал
- Дэшай — сведение, биты
- Джордж Андерсон — звукорежиссёр
- Тим Кимси — звукорежиссёр
- Томми Кьюон — исполнительный продюсер
- Ким Шарп — продюсер
- Стэйси Браунригг — звукорежиссёр
- Гэри Вутен — звукорежиссёр
- Генри Фалько — звукорежиссёр
- Хайри — продюсер
- Джанет Перр — дизайн
- Майкл Лавин — фотография
- Дэррил Уильямс — продюсер
- Майкл Сарсфилд — звукорежиссёр
- Дэвид ДиБерри — продюсер, бас-гитара, клавишные, программирование

## Позиции в чартах
| Хит-парад (1990—1991)                  | Высокая позиция |
| -------------------------------------- | --------------- |
| Австралия (ARIA)                       | 9               |
| Австрия (Ö3 Austria)                   | 8               |
| Бельгия (BEA)                          | 7               |
| Канада (RPM)                           | 1               |
| Нидерланды (Album Top 100)             | 17              |
| Финляндия (Suomen virallinen lista)    | 9               |
| Франция (SNEP)                         | 46              |
| Германия (Offizielle Top 100)          | 13              |
| Ирландия (IRMA)                        | 7               |
| Япония (Oricon)                        | 60              |
| Новая Зеландия (RMNZ)                  | 11              |
| Норвегия (VG-lista)                    | 11              |
| Испания (AFE)                          | 14              |
| Швеция (Sverigetopplistan)             | 17              |
| Швейцария (Schweizer Hitparade)        | 6               |
| Великобритания (OCC)                   | 4               |
| США (Billboard 200)                    | 1               |
| США (Billboard Top R&B/Hip-Hop Albums) | 6               |
| Зимбабве (ZIMA)                        | 4               |

| Чарт (1991)                        | Место |
| ---------------------------------- | ----- |
| Нидерланды (Album Top 100)         | 59    |
| Германия (Offizielle Top 100)      | 61    |
| Швейцария (Schweizer Hitparade)    | 34    |
| США (Billboard 200)                | 6     |
| Top R&B/Hip-Hop Albums (Billboard) | 43    |

| Чарт (1990—1999) | Место |
| ---------------- | ----- |
| Billboard 200    | 20    |

## Сертификации
| Регион                                                      | Сертификация  | Продажи    |
| ----------------------------------------------------------- | ------------- | ---------- |
| Австралия (ARIA)                                            | Платиновый    | 70 000^    |
| Канада (Music Canada)                                       | 6× Платиновый | 600 000^   |
| Новая Зеландия (RMNZ)                                       | Золотой       | 7500^      |
| Испания (PROMUSICAE)                                        | Золотой       | 50 000^    |
| Швейцария (IFPI Switzerland)                                | Золотой       | 25 000^    |
| Великобритания (BPI)                                        | Платиновый    | 300 000^   |
| США (RIAA)                                                  | 7× Платиновый | 7 000 000^ |
| ^ Данные о тиражах приведены только на основе сертификации. |               |            |

## Комментарии
1. ↑  Драйв-бай (англ. Drive-by) — обстрел из движущегося автомобиля, осуществляемый чаще всего автоматическим или полуавтоматическим оружием. Драйв-баи чрезвычайно популярны в среде американских уличных банд